# Cieśnina San Bernardino
Cieśnina San Bernardino – cieśnina na Filipinach; łączy morze Samar z morzem Filipińskim; oddziela wyspy Luzon i Samar; szerokość ok. 18 km. Przebiega tędy ważny szlak żeglugowy pomiędzy Manilą a Sydney.